# Маринко Колнаго
Маринко Колнаго (Загреб, 10. мај 1942 — Загреб, 30. март 2025) био је југословенски и хрватски музичар. Познат је као оснивач и басиста групе Нови фосили.

## Биографија
Маринко Колнаго (итал. Colnago) рођен је у Загребу 1942. године од оца Ферантеа и мајке Зоре. Његов отац Феранте Колнаго (1907–1969), који је био родом из Сплита, био је познати хрватски и југословенски фудбалер. Његов дјед по оцу Антун Колнаго (1862–1936), који је био родом из Обровца, био је познати хрватски и југословенски археолог. Баба по оцу звала се Јосипа. Његова мајка Зора, која је била родом из Петрограда, била је балерина и кореограф. Његов дјед по мајци Александар Герасимов (1894–1977), који је био родом из Славјанска, био је познати хрватски и југословенски виолиниста, сниматељ, фотограф и редитељ. Баба по мајци Марија била је виолончелиста. Маринко је по оцу био поријеклом Италијан, а по мајци Рус.
Маринко је рођен у Загребу, али му се породица често селила, па су неко вријеме живјели у Задру, а након развода родитеља, Маринко се са мајком преселио у Вараждин. Тамо је и почело његово музичко образовање, учењем акорда на гитари. Говорио је да је музички таленат наслиједио од дједа Александра.
Свој први бенд основао је као 15-годишњак, а члан бенда једно вријеме је била и потоња позната оперска пјевачица Ружа Поспиш Балдани. Током 1960-их, скупа са бубњаром Слободаном Момчиловићем Моком, био је члан бенда Кенеди бојс (Kennedy Boys). Крајем 1960-их пало им је на памет да би могли окупити бенд који би имао властите пјесме. Тада је њима двојици било 27, 28 година, а саксофонисти бенда 38 година. Разговарајући у једном загребачкој посластичарници, зафркавали су се да су за оснивање бенда стари као фосили. С друге стране шанка прислушкивао их је Арсен Дедић, који им је добацио: „Па назовите се онда Нови фосили”. Тако је Арсен постао кум бенда. Бенд Нови фосили основан је 1969. године и Маринко Колнаго је био једини преостали члан прве поставе Нових фосила.
У почетку су Нови фосили имали мушку поставу, но велика прекретница била је 1976. година, када је у групу дошла пјевачица Ђурђица Миличевић (касније Барловић), а потом и клавијатуриста и композитор Рајко Дујмић, те гитариста Владимир Кочиш Зец. Након преране смрти Ђурђице Барловић, 1983. године, бенду се прикључила Сања Долежал, а након смрти Слободана Момчиловића, 1985. године, бенду се прикључио Ненад Шарић, који ће касније постати Сањин супруг.
Након распада бенда, 1991. године, због сукоба с Рајком Дујмићем, Маринко Колнаго се повукао из музике и бавио се разним пословима, укључујући продају посуђа, усисивача и сладоледа. Оригинална постава опет се окупила 2005. године. Ненад Шарић је преминуо 2012, а Рајко Дујмић 2020. године.
Маринко Колнаго је био ожењен глумицом Надом Надицом Колнаго, са којом је добио сина Олега, који је такође музичар.
Преминуо је 30. марта 2025. године, a сахрањен je 3. априла 2025. у Загребу на гробљу Гај урни.